# Tjuvholmen

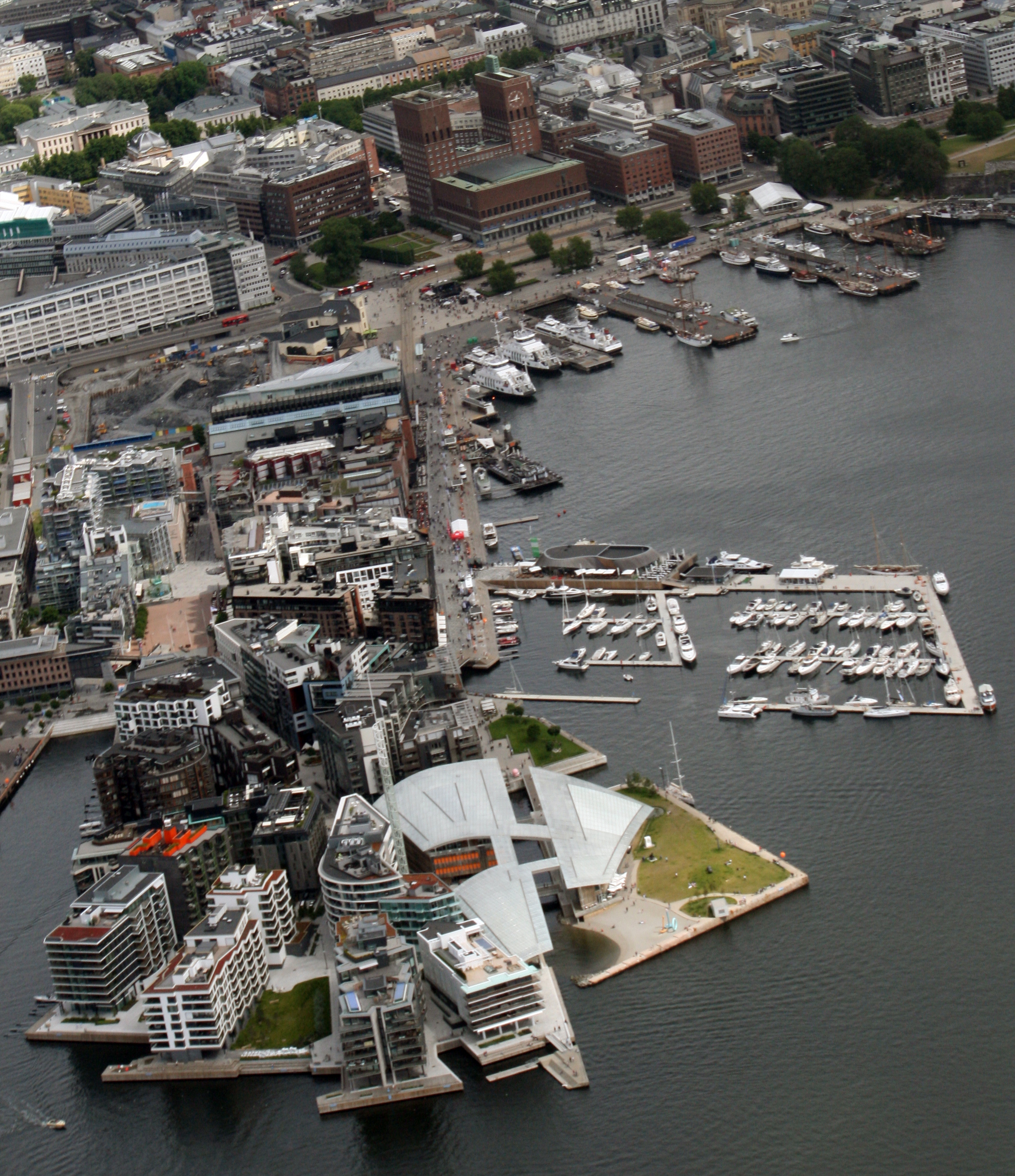
Letecký pohled na Tjuvholmen v popředí, Aker Brygge uprostřed a Radnici v pozadí

Tjuvholmen je skalní ostroh v Oslo, hlavním městě Norska. Leží na západní straně zálivu Pipervika, mezi čtvrtěmi Aker Brygge a Filipstad. Jako čtvrť má rozlohu 51 hektarů, nachází se zde 950 bytů, patnáct set kanceláří, restaurace a obchody. Sídlí tu muzeum moderního umění Astrup Fearnley, luxusní hotel The Thief a na pobřeží s pláží se rozkládá park se sochami. Jméno čtvrti, „ostrůvek zlodějů“ odkazuje na to že se zde v 18. století soudili zloději.
Mezi lety 1925 a 1958 sloužil ostroh jako přístaviště. V roce 1959 zde byla postaveno sídlo rejdařství Fred. Olsen & Co., které později sloužilo jako sídlo inženýrské společnosti Aker Solutions, Národní akademie opery a Národní akademie baletu. Mezi lety 2006 a 2014 prošla oblast revitalizací v rámci projektu Fjord City.

## Galerie

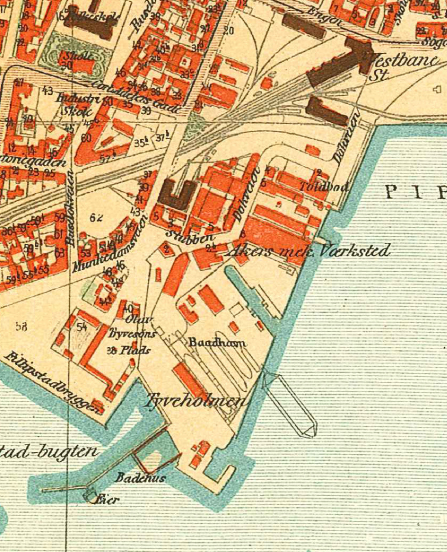
Tjuvholmen a okolí na mapě z roku 1917
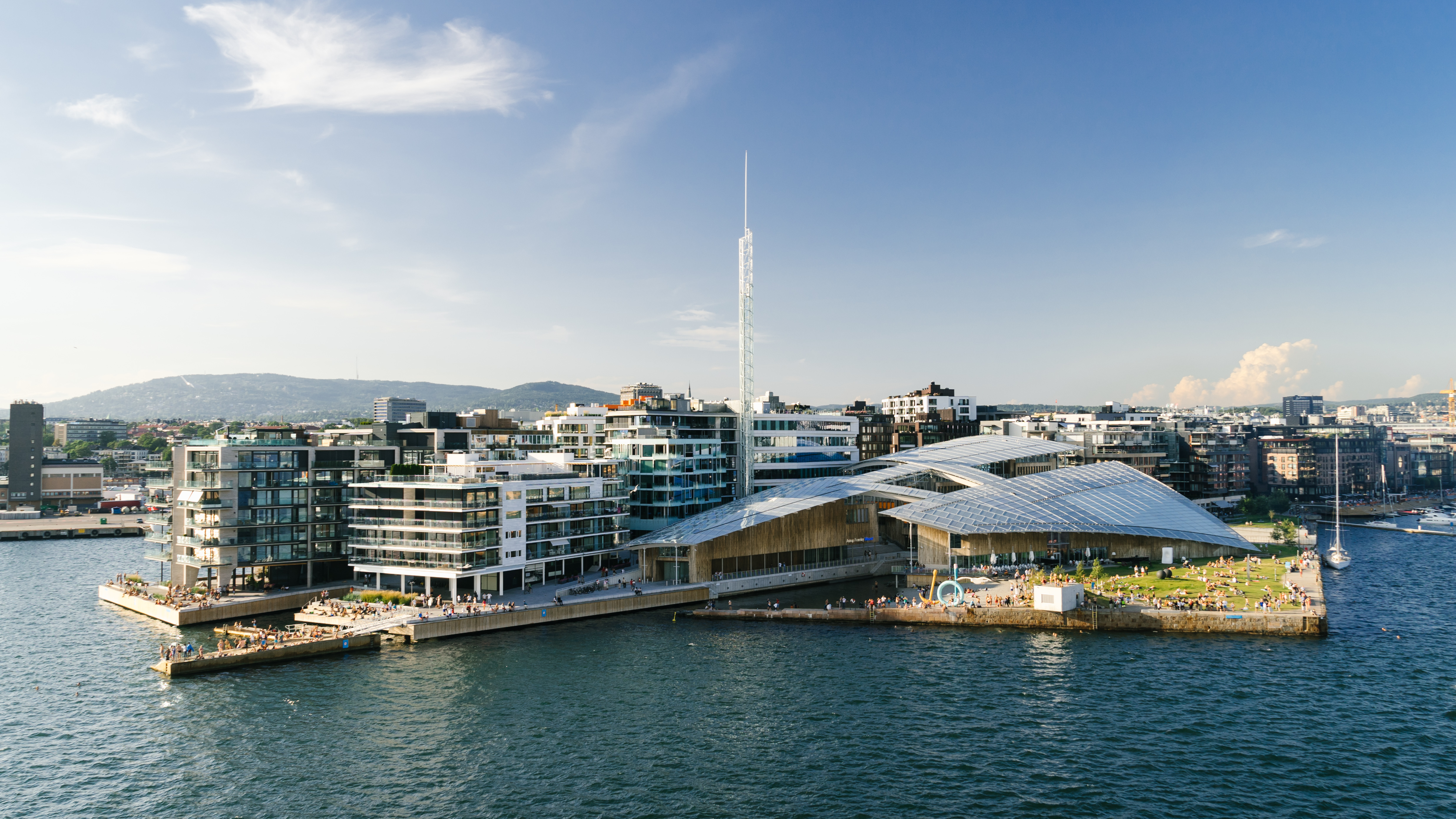
Muzeum Astrup Fearnley
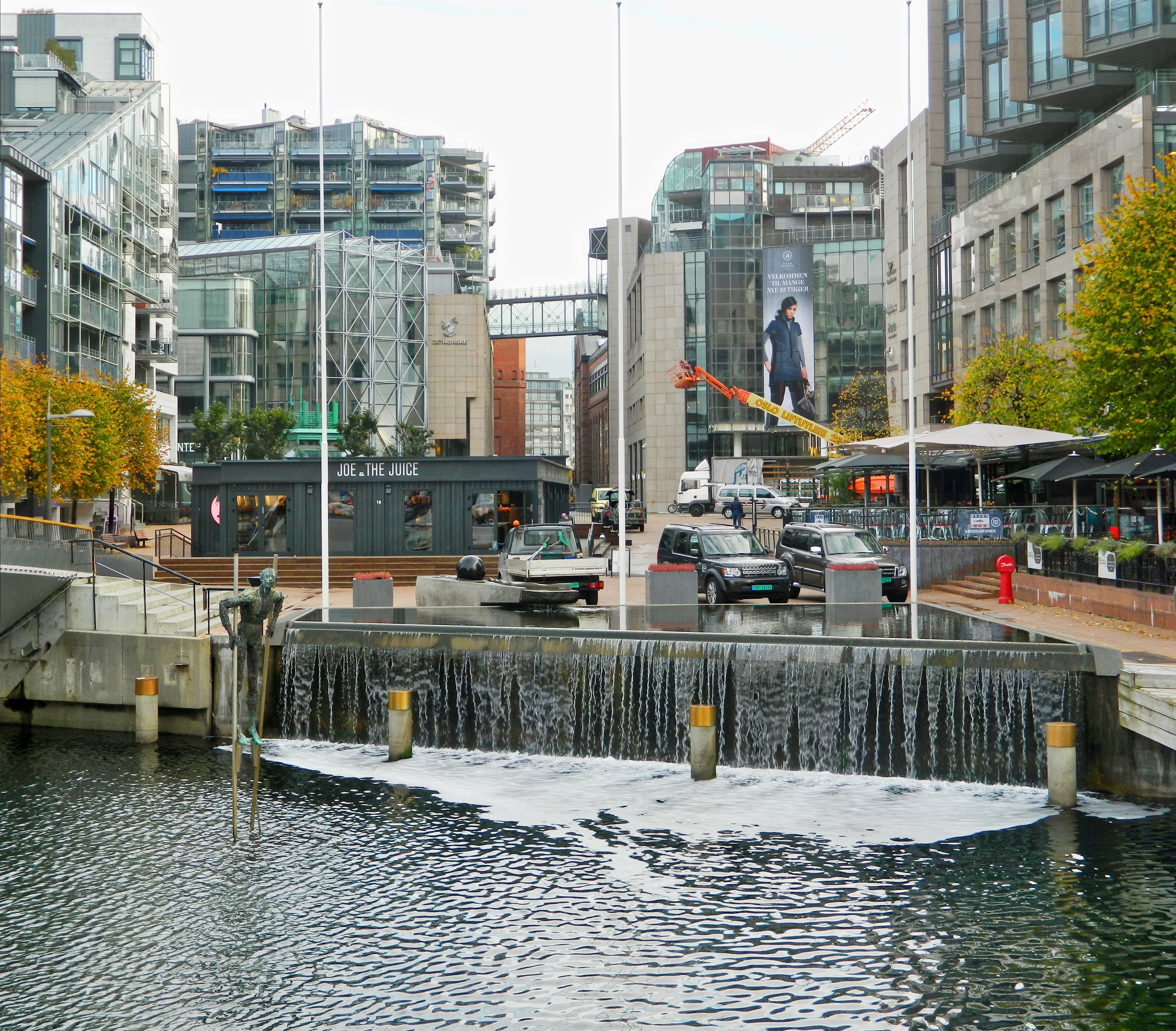
Tjuvholmen
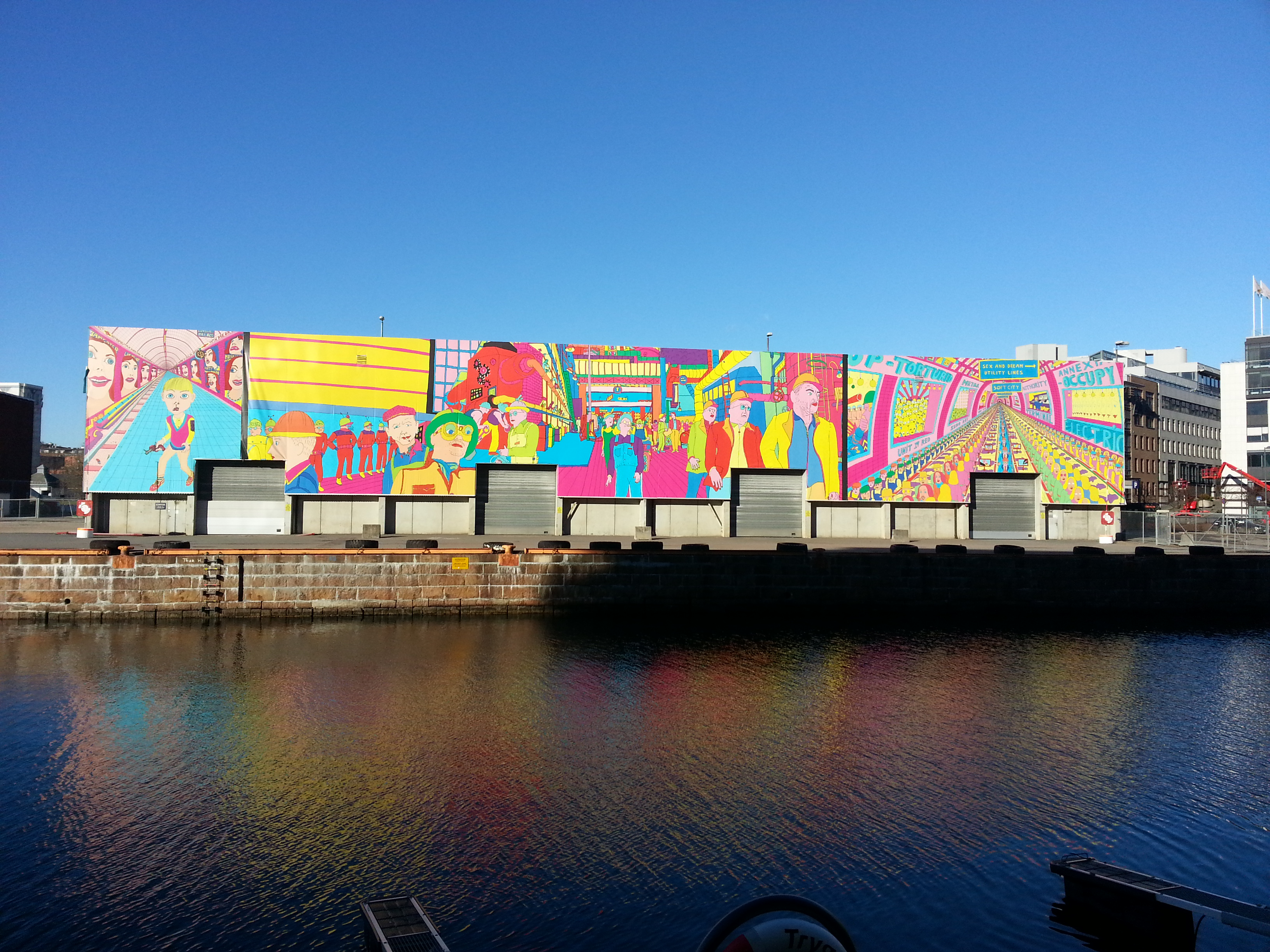
Skladiště s obrazy umělce Pushwagnera